# Fūga wakashū
Le Fūga wakashū (風雅和歌集, Collection élégante) est une anthologie impériale de poésie japonaise du genre waka. Elle a été compilée entre 1344 et 1346, par l'empereur retiré Hanazono qui en a écrit les préfaces en chinois et en japonais. Il y a vingt volumes comprenant 2 210 poèmes. Cette anthologie est avec le Gyokuyō wakashū une des deux seules anthologies impériales qui a été fortement influencée ou compilée par des personnes affiliées au libéral Kyogoku et aux factions de la famille Reizei. Comme il convient à deux clans descendants de Fujiwara no Teika, cette collection nous ramène à son style de poésie. Miner et Brower la considèrent comme « la dernière des grandes collections de poésie de cour ».